# Germania de Mallorca
La Germania de Mallorca fou una revolta que va enfrontar els menestrals i el poble de la ciutat de Mallorca, aliats amb la Part Forana de l'illa, amb l'alta noblesa i altres estaments ciutadans privilegiats. Va ser coetània de la Germania valenciana. La revolta esclatà el 1521 a conseqüència de l'empresonament de set menestrals. Els revoltats van tancar diversos nobles fins que va arribar el rei en el seu auxili. Els principals líders de la revolta foren executats després que les tropes reials prenguessin el control de l'illa en un moment de reestructuració del sistema després de la crisi que assolà el feudalisme. Una reestructuració que es va resoldre en molts casos amb la derrota de la pagesia i la imposició de condicions draconianes per part dels terratinents.

## Testimonis i historiografia de la Germania

### Testimonis
Existeix un Memorial redactat el 1522 pel dominicà Antoni Joan Llambies, que relata de forma succinta els fets ocorreguts el mes de febrer de 1521. El cartoixà Miquel Oliver, prior de Valldemossa, va escriure una relació, avui perduda. Sembla, segons una notícia de Martí de Viciana que va existir una General història de la Germania de Mallorca, probablement de caràcter oficial i escrita abans de 1566. Cal esmentar unes profecies atribuïdes a Bernat de Mogoda, personatge històric del segle xiii, conservades manuscrites del segle xviii, amb comentaris de 1606 signats per Jeroni Pont Desmur, que en part fan referència a les Germanies. Però els trets lingüístics, amb arcaismes i barbarismes barrejats, denoten que l'autor és molt més modern. Eulàlia Duran esmenta una Codolada, copiada per Joan Binimelis d'un llibre de subhastes. El notari Miquel Sabater redactà una relació dels setges d'Alcúdia que Binimelis incorporà a la seva història. L'única crònica completa és la de Binimelis, incorporada dins la seva Història del Regne de Mallorca, escrita en català i traduïda al castellà pel mateix Binimelis, tal com fa constar al seu testament de 1612.

### La historiografia mallorquina i la memòria de la Germania
Vicenç Mut a la seva Historia del Reino de Mallorca (1650) es limita a copiar el text de Joan Binimelis, afegint-hi algunes consideracions morals, sempre del punt de vista antiagermanat. Els erudits posteriors (Guillem Terrassa, Bonaventura Serra, Lluís de Vilafranca, i Bartomeu Jaume) copiaren fragments de cròniques i documents en miscel·lànies que han romàs inèdites. En el segle xix, quan es produí la reivindicació liberal i romàntica dels comuneros de Castella, els herois de la Germania foren ignorats. La incorporació a la mitologia liberal dels agermanats començà amb la retirada, el 1822, de la gàbia amb el cap de Joanot Colom (penjada a la Porta Pintada a partir del 1523). A poc a poc el romanticisme va anar incorporant el tema. Així el tarragoní Francisco Luis de Retes el 1839 representà a Madrid la seva obra El tundidor de Mallorca, que té com a personatge central Joan Crespí.

### La polèmica entre progressistes i conservadors
El 1841, Josep Maria Quadrado publicà a La Palma l'article De las Comunidades de Mallorca, clarament denigrador de la Germania. El mateix 1841 es publicà l'opuscle d'Antoni Furió Memoria histórica del levantamiento de los comuneros mallorquines en 1520 escrita con motivo de la colocación del retrato de su caudillo Juan Odón Colom, a l'altre extrem del conservador Quadrado. El 1870, per encàrrec de l'ajuntament republicà, Pere d'Alcàntara Penya publicà Consideracions sobre el levantamiento de los comuneros de Mallorca llamados ajermanats, en la línia de posar de manifest la decadència econòmica i les injustícies de la societat estamental per lloar el moviment agermanat. Quadrado, trenta anys després del seu primer article, a la seva conferència de 1870 a l'Associació de Catòlics, «En Joanot Colom», qualificà l'agermanat com a «gran criminal». El març de 1870 Quadrado tornava a sortir en contra de Colom i els agermanats amb un full titulat Polémica acerca de En Joanot Colom. Mossèn Josep Rullan en la seva Història de Sóller (1876) seguia, més o menys les tesis de Quadrado, bé que salvant Joan Crespí com a defensor d'una opció moderada. En canvi un altre sacerdot, el felanitxer Cosme Bauçà i Adrover, sortí en defensa de Colom. El republicà nacionalista Pere Oliver i Domenge també defensà la Germania a La Nostra Terra amb l'escrit «Joanot Colom i Cifre».

### La continuïtat de la recerca històrica
Àlvar Campaner i Fuertes en el Cronicón Mayoricense (1881) transcriu l'escrit de Joan Binimelis i importants documents inèdits. El 1888 Quadrado publicà un extens capítol sobre les Germanies a la sèrie de Recuerdos y bellezas de España de Pau Piferrer. A partir de 1896 publicà al Bolletí de la Societat Arqueològica Lul·liana, el recull documental Informacions judicials sobre els addictes a la Germania. Sobre aquests pilars va anar fent feina la història local amb els treballs de Mateu Rotger i Capllonch (Pollença, 1897-1906), Joan Baptista Ensenyat i Pujol (Andratx, 1919), Miquel Bordoy i Oliver (Felanitx, 1943) i Pere Ventayol i Suau (Alcúdia, 1927-28). A partir de 1970 han aparegut diverses històries locals que han tractat el tema. També s'ha d'esmentar el treball d'Álvaro Santamaría, Fernando el Católico y la Germanía, i els de Josep Juan i Vidal.
El pes de l'obra de Quadrado, reaccionària però ben documentada, ha gravitat sobre la memòria de la Germania, i sense cap dubte també el pes de la dictadura franquista que tallà de soca-rel tot intent de recuperació d'aquest episodi. El llibre d'Eulàlia Duran, Les Germanies als Països Catalans (1982), va ser una important aportació historiogràfica i un esforç de contextualització basat en el rigor. El 1985 l'Ajuntament de Palma publicà Els agermanats de Josep Juan Vidal, un llibre divulgatiu i objectiu. Cal esmentar l'aportació de Margalida Bernat i Jaume Serra, La veu de la revolta (2008), com una nova aportació al coneixement de la cultura i la ideologia agermanada, que mostra l'amplitud del tema, la seva importància i com ha estat tapat per una historiografia majoritàriament conservadora.

## Els antecedents de la Germania mallorquina

### L'oposició dels estaments privilegiats a la política de redreç de Ferran el Catòlic
A partir de la dècada de 1490 hi havia un clima que apuntava cap a l'esclafit popular. Els esdeveniments que envolten la figura del governador Joan d'Eimeric i Saplana són un precedent de la destitució del governador Miguel de Gurrea i expressen l'hostilitat de les classes privilegiades cap a la política de redreç de Ferran el Catòlic. En el mateix ordre de coses s'ha de situar el procés de la universitat contra el regent Frederic de Gualbes, mà dreta de Joan d'Eimeric al qual s'acusà de tot el que se'l podia acusar amb la intenció de desacreditar-lo. En aquest primer moment els estaments populars estaven al costat de les mesures reformistes de la monarquia i els estaments privilegiats en contra, i per això odiaven els representants reials.
Un altre tema de gran transcendència són les ambaixades de 1512 a la cort reial, que acabaran amb la sentència arbitral de 1512 que, en part, responia a les demandes dels sectors populars. Els síndics Eusebi Santandreu i el cirurgià d'Inca Pau Casesnoves es guanyaren un just renom. L'oligarquia urbana contraatacà amb una altra ambaixada que volia destituir Frederic de Gualbes i boicotejar les demandes pageses. Ferran el Catòlic accedí a la demanda forana de realitzar uns estims generals dels béns cadastrals de l'illa, únic punt de partida possible per a una fiscalitat justa i manà que es nomenassin estimadors dels diversos estaments. Però l'any 1521, en el moment de l'esclat de la Germania, res s'havia fet encara.

### L'expedició a Bugia i els bàndols mallorquins
A partir de 1510 Mallorca participà de manera activa en la defensa de Bugia, amb soldats, menestrals, armes i queviures. El 1513 la flota de l'almirall Diego de Vera va ser derrotada i el 1514 es produí l'atac musulmà a Bugia que provocà l'expedició mallorquina. El virrei Gurrea obligà els bàndols mallorquins a signar una treva. Els col·legis de menestrals i les viles foranes s'endeutaren per finançar l'expedició de 9.248 homes. A l'estol mallorquí hi havia 388 homes d'armes, diverses companyies de menestrals de la ciutat i els grups de les viles, dirigits pels seus respectius capitans. L'organització militar, amb les tropes dividides en cinquantenes i desenes és la que després adoptà la Germania. De tota manera, un cop passada l'expedició militar les tensions entre els bàndols de l'oligarquia es reprengueren amb virulència.
A principis del segle xvi encara continuaven actives les lluites entre l'Almudaina i el Born, i d'altra banda ja s'havia iniciat l'enfrontament entre els Torrella i els Puigdorfila que duraria tot el segle. El 1505 els Torrella i els Puigdorfila protagonitzaren una brega a Muro i el mateix any s'acabà el procés per la batalla entre les dues faccions esdevenguda en el Born de la ciutat de Mallorca. A les viles hi ha casos com el de Sineu, on la lluita entre bàndols es manifestà molt activa, amb episodis que se succeïren en temps de la Germania, com l'assassinat d'Andreu Rossinyol de Defla.
El nou rei Carles I, el gener de 1517, confirmà en el seu càrrec tant el lloctinent Miguel de Gurrea com el procurador reial Francesc Burgues. Aleshores es va organitzar un complot contra Gurrea, intentant nomenar lloctinent el governador de Menorca Frederic de Santcliment. En el Gran i General Consell una part dels consellers no va veure bé aquesta operació, la qual cosa va afavorir que Gurrea conservàs el càrrec.

## La primera etapa de la revolta

### La preparació de la revolta
A partir del desembre de 1520, segons el cronista Joan Binimelis, els menestrals de la ciutat de Mallorca començaren a reunir-se i a prendre cos un moviment de protesta. El capdavanter del moviment era el paraire Joan Crespí, que havia estat síndic del seu ofici i el 1521 era sobreposat dels paraires. És molt probable que els dirigents mallorquins tenguessin contacte amb la Germania valenciana, però les seves reivindicacions eren pròpies i diferenciades. Les reunions secretes foren denunciades al governador Miguel de Gurrea. Davant el moviment de protesta Gurrea, el 6 de febrer de 1521, decidí empresonar set menestrals: el paraire Joan Crespí, el sabater Pere Begur, els barreters Pasqual Rosselló, Joanot Colom i Francesc Colom, l'espaser Guillem Vich i el capeller Rafel Ripoll.
Aquestes detencions foren el detonant de la revolta popular, dirigida pels gremis de la ciutat. La mateixa nit dels empresonaments es reuní un consell dels menestrals presidit pel sastre Jaume Albertí, que establí un pla d'actuació per alliberar els detinguts.

### El poble allibera els presos i ocupa la Casa de la ciutat
El 7 de febrer era el dijous llarder, dia de la festa de començament del Carnestoltes i tothom era al carrer. A la plaça de Cort els menestrals ciutadans i el poble, armats i precedits de tambors i banderes, amb el crit de «Visca el rei!» s'alçaren i exigiren al virrei que tragués de la presó els dirigents dels gremis. La situació es resolgué amb l'alliberament dels presos. Un cop aconseguit aquest èxit, el paraire Joan Crespí fou elegit capità major i a so de trompeta es convocaren els caps dels oficis a la sala de la casa de la ciutat, alhora es comissaren els llibres de la claveria o consignació i, segons els jurats «anaren per la ciutat tot lo dia fahent mostra ab lurs banderes i tambors. Era lur crit o motiu "viva el rei" i "qui deu que pac"». Un dels motius de l'aixecament era acabar amb els deutes pendents de la universitat i procedir a la quitació dels censals, en contra de la provisió reial de 30 de juny de 1519 que estipulava la prioritat del pagament de les pensions endarrerides a qualsevol lluïment.
La victòria popular s'havia aconseguit sense cap enfrontament greu ni que hi hagués cap persona ferida. Álvaro Santamaría creu que això fou possible per la inhibició dels estaments privilegiats de la ciutat, interessats a facilitar la destitució del virrei. Cal pensar que Gurrea, en un intent d'evitar la revolta, havia intentat prendre mesures d'equilibri que, de qualque manera, havien limitat els interessos dels privilegiats.

### Primeres actuacions dels revoltats
El 8 de febrer el títol de capità atorgat a Joan Crespí fou canviat al d'instador del poble i del bé comú. El mateix dia es reuniren al castell reial els dirigents gremials, jurats, oficials reials i el virrei. En aquest parlament s'acordà que per prosseguir la seva reivindicació els sobreposats dels oficis elegissin uns representants (elets) que es podrien reunir amb plena llibertat i elegirien dues persones perquè, juntament amb dos jurats, examinassin el llibre de la Consignació. A més podrien elegir dues o tres persones que, juntament amb els síndics clavaris de la Part Forana, poguessin demanar justícia i apel·lar al rei si calia.
El 9 de febrer, al convent de Sant Francesc, s'elegiren els elets per part dels oficis, en un nombre de 38. Organitzats així, els menestrals es posaren en contacte amb els Tretze o consell revolucionari de València. Devers el dia 15 de febrer, Joanot Colom i el notari Miquel Cabot, amb altres menestrals, anaren a València com a síndics per tal d'obtenir informació de la Germania valenciana. Per altra banda el governador Gurrea envià el notari Llorenç Claret amb el guarda de mar Jordi Botí, via Barcelona, amb els processos oberts als menestrals empresonats.
Els menestrals es feren seves les armes que pertocaven als oficis i que els jurats tenien sota la seva custòdia. Reberen 76 espingardes, amb els accessoris corresponents (motlles, flascons i encenedors) que se sumaren a les 75 que ja tenien. El nombre d'homes que feren mostra el 24 de febrer de 1521, segons Binimelis, va ser de 1800. Els gremis, a més de les armes, es proveïren de banderes i tabals.
Alhora la Germania es propagava per les viles. Els representants dels pobles tenien una relació directa amb els gremis ciutadans. El 16 de març arribaren dos síndics de Valldemossa amb dos altres síndics cridats per l'instador i els elets. El mateix dia arribaren «200 hòmens d'Alaró, armats i a punt de guerra, amb bandera i atabals, cridant així com los menestrals "viva el rei i visca germandat"». El dia 16 de març els menestrals, ja amb presència d'homes de la Part Forana, capitanejats per Pere Begur, sabater, es concentraren a la plaça de Cort i prengueren els jurats, sorprenent el governador al castell. El matí havien requerit els jurats que fessin observar la franquesa que establia que ni «home del regne d'Aragó i de Cerdanya i de Rosselló» no pogués ser governador del regne. Un cop en el castell, el governador accedí que es nomenassen elets de les viles i els representants populars li demanaren la suspensió del seu càrrec de lloctinent general. El governador en el seu text de l'acta de suspensió utilitzà l'expressió «poble agermanat». En el lloc de l'aragonès Gurrea feren jurar com a governador l'alcaid del Castell de Bellver i batle de la ciutat, Pere de Pacs.

## La consolidació de la Germania

### La participació de la part forana
Pere de Pacs aixecà la suspensió de reunions i consells als pobles, manant a instància de Joan Crespí, que cada vila elegís dues o més persones per parlar amb l'instador i els elets. Les autoritats locals no posaren cap obstacle. D'aquesta manera les viles s'anaren afegint al moviment. Es reunia el consell i s'elegien els elets per anar a la ciutat, després feien el jurament de fidelitat a la Germania. Els signes externs del juramentats eren la bandera i el tambor, amb els quals es passejaven per les viles i anaren a la ciutat. Segons el frare dominicà Antoni Llambies s'ha de donar la prioritat en l'agermanament a la vila de Binissalem: «vingué la part forana a fer oferta als menestrals, de la qual vingué primer la vila de Binissalem, molt armats e ab tambor e ab banderes e a peu e a cavall, els quals eixien a rebre los dits menestrals de fora la ciutat ab sos tambors e banderes fent ordenances e caragols per les places». Segons Binimelis arribaren 400 homes d'Inca, 100 de sa Pobla, 80 de Campanet, 500 de Pollença, 400 de Sóller, 100 de Valldemossa, 140 de Selva, 250 de Muro, 300 de Porreres, amb uns 130 cavalls i moltes armes.

### El consell dels Tretze
La constitució del consell dels Tretze o Tretzena va respondre a la necessitat de generar una organització més àgil i que, a més, integràs els representants de les viles. El poble demanà als jurats llicència per reduir el nombre d'elets el 16 d'abril de 1521, però aquests eludiren la petició en no tenir jurisdicció sobre aquesta qüestió. Això no impedí que es posàs en marxa el nou regiment i s'anomenàs la Tretzena, elegida a sac i sort, a semblança del consell agermanat de València. El consell va ser constituït per l'instador, Joan Crespí, i 11 conservadors o tretzeners: 8 en representació dels menestrals i 4 de la part forana. La constitució de la Tretzena, sense la llicència reial, abocava el moviment agermanat a situar-se en la il·legalitat i n'augmentava les seves contradiccions amb els sectors més moderats.
La Tretzena inicià la posada en marxa de la política econòmica del moviment: lluïment dels censals i aplicació de la sentència arbitral de 1512 sobre la contribució de la ciutat i la part forana. La quitació o lluïment dels censals, "la Santa Quitació", era el nucli central del programa d'actuació agermanat. S'havien retornat capitals de censals consignats a la gabella de la sal. El 23 de maig de 1521 el governador manà que per restituir els capitals emprats per quitar els censals sobre la gabella de la sal es retinguessin als creditors les pensions endarrerides. Aquesta ordre de Pere de Pacs provocà la reacció dels censalistes creditors i el seu procurador, Miquel Sureda Sanglada, va anar a Gant per aconseguir una provisió, de data 6 d'agost de 1521, que anul·lava l'ordre de lluïment de Pacs.
El dia 11 de maig de 1521 els agermanats forçaren una ordre del governador Pere de Pacs que manava a tots els ciutadans que tenien possessions a la part forana a complir la sentència arbitral de 1512 sobre les contribucions econòmiques en funció de les propietats que es tenien. Aquesta mesura afectava de manera directa els interessos de la propietat terratinent nobiliària i ciutadana en general.

### La carta reial del març de 1521 i el canvi de direcció de la Germania

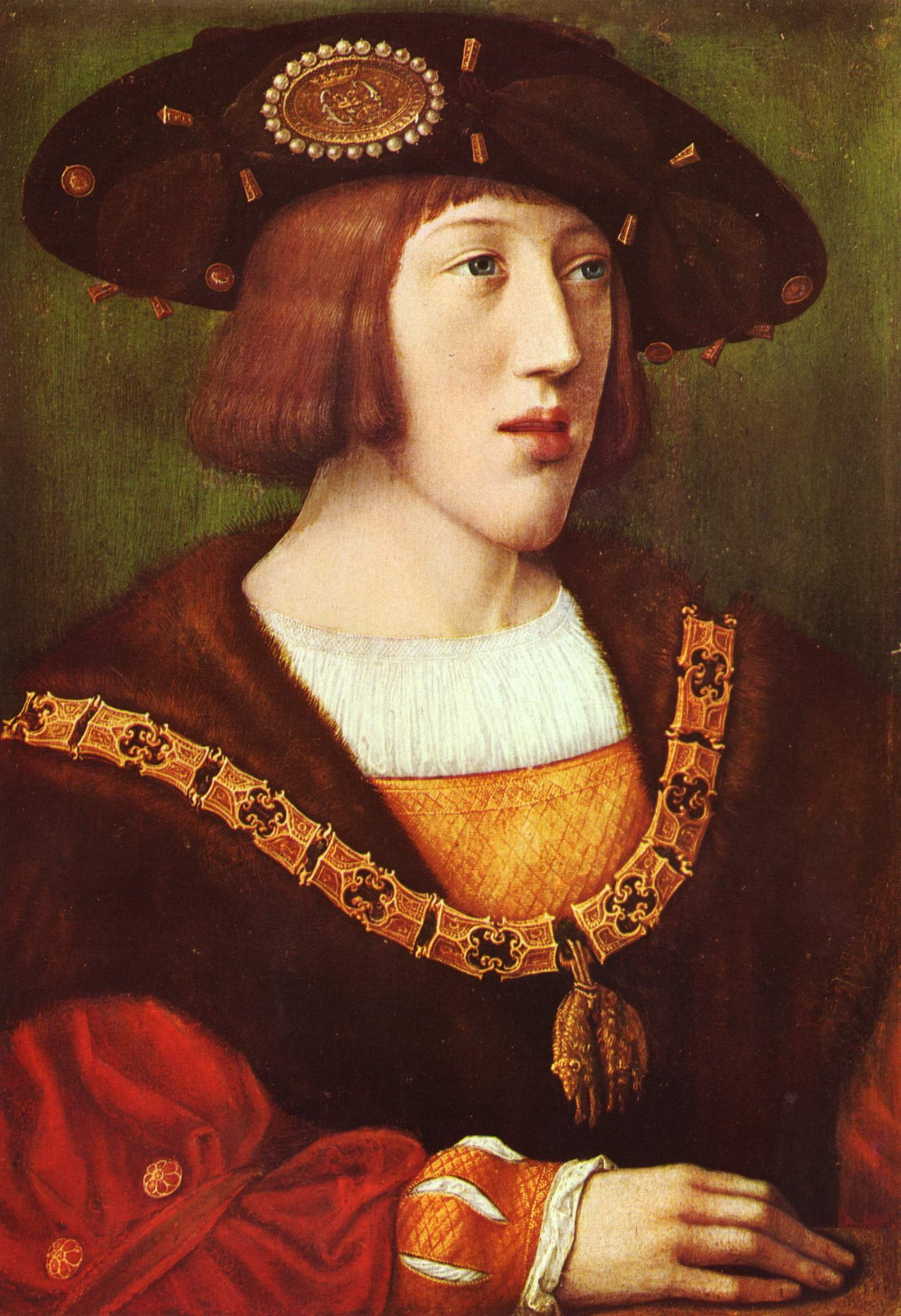
Retrat del rei Carles I

Una carta reial datada a Worms el 30 de març de 1521 ordenava el retorn a l'obediència a Miguel de Gurrea, i si no es feia es proveiria un càstig exemplar. Gurrea rebé la carta a Eivissa, on s'havia instal·lat, i el 31 de maig la trameté a Mallorca. A les viles hi arribà a partir de l'11 de juny de 1521. Tal comminació provocà un doble procés: la desafecció a la Germania de moltes autoritats locals, menestrals i sectors que no es volien posar en contra del rei; i la radicalització dels que volien continuar la revolta fos com fos. Els que estaven en contra de la Germania eren denominats mascarats. La delimitació dels dos bàndols es va precipitar: els menestrals i pagesos mascarats; els cavallers que veien com les mesures de la Germania atacaven els seus interessos, en voler aplicar la sentència arbitral de 1512; els notaris, artistes i mercaders, amb la totalitat de les classes privilegiades i els oficials reials, s'oposaven a la Germania. De l'altra banda hi havia el poble agermanat: la majoria de pagesos i de menestrals. En aquest clima feren aparició els fets violents i la fuita dels antiagermanats cap al castell de Bellver o al castell de Santueri. Els dos castells foren assetjats i el de Bellver fou assaltat i assassinats els seus ocupants. Part dels adversaris de la Germania fugiren de l'illa. Joanot Gual, que havia estat l'advocat de l'instador demanà la revocació del seu càrrec. És en aquests moments quan es produeix una divisió interna entre el grup dirigent de la Germania i la persona mateixa de l'instador Joan Crespí és qüestionada de manera oberta. El 23 de setembre en una sessió del Consell General celebrada al monestir de Sant Francesc es produí gràcies al suport dels pagesos la victòria del grup més radical, disposat a continuar en les mesures de política econòmica ja iniciades. Foren nomenats dos instadors per dur a terme la sentència arbitral de 1512: Pau Casesnoves d'Inca i el tintorer de la ciutat Jordi Moranta. Joan Crespí fou empresonat i assassinat a la presó.

## El govern de Joanot Colom

### L'aplicació d'una nova fiscalitat
Pau Casesnoves i Joanot Colom maldaren per aplicar la sentència arbitral de 1512 favorable als forans. La sentència suprimia els privilegis de la noblesa terratinent i establia que s'havia de pagar d'acord amb el patrimoni personal de cadascú. A més a més manava la supressió de la molitja, el quint del vi, la sisa de les carns, el segell de les robes i el dret de la gabella de la sal. El dia 14 d'octubre de 1521 aquests drets personals foren efectivament suprimits a la ciutat de Mallorca. En dies successius s'anà fent el mateix a les viles. Però aquests drets suprimits anaven dedicats a pagar les pensions dels censalistes per la qual cosa la Germania passar a aplicar la Santa Quitació, que no era altra cosa que la devolució de cop del capital prestat. Per tal d'aconseguir el capital necessari per lluir els censos s'acordà cobrar una talla. Ara els esforços se centraren en l'estimació del valor de tots els béns per tal de fixar les taxes a pagar. La quitació fou acceptada per totes les viles de Mallorca llevat de la d'Alcúdia, vila murada on s'havien refugiat en gran nombre els aristòcrates i mascarats. Aquesta situació dugué al setge d'Alcúdia de banda dels agermanats, que s'inicià l'11 de novembre de 1521, amb uns 5.000 o 6.000 homes i 6 peces d'artilleria.

### Eivissa i Menorca
Miguel de Gurrea es refugià a Eivissa. El 6 de juny de 1522 arribà a l'illa una expedició d'agermanats mallorquins, en 5 barques i 4 fustes. Desembarcats a la punta des Andreus foren vençuts per les forces del lloctinent a la platja de Talamanca, tot i que la gent de l'illa no l'ajudà. Sembla que l'expedició mallorquina havia estat conduïda per Francesc Colom, germà de Joanot Colom. Els intents d'agermanament de Menorca també fracassaren. Sebastià Salom hi anà amb la intenció de «fer levar i commoure lo poble i aportar-se'n lletres de l'instador i del poble d'ací», però fou descobert i hagué de fugir. El juny de 1522 hi hagué un intent d'aixecar el poble menorquí que tampoc tengué resultats.

### El govern de Colom
Joanot Colom actuà com un governant en solitari, un cop desapareguda la Tretzena. Les eleccions de jurats i consellers foren controlades per ell. També elegí els batles i els càrrecs de l'organització agermanada (elet, instador i clavari). Els jurats de la ciutat elegits pels agermanats foren: Pelai Fuster, donzell; Joanot Sales i Sebastià Armadams, ciutadans; Bartomeu Pagès i Joan Paretó, mercaders; i el paraire Guillem Colom pels menestrals. Més problemes dugué la relació amb els alts funcionaris reials. Joanot Onís de Sant Joan, regent de la governació que substituí en el càrrec de lloctinent de governador Pere de Pacs fugí a Eivissa. El substituí Berenguer Esbert, doctor en drets. Mentre d'una banda el 23 de gener es feia una crida exigint el compliment de la Santa Quitació, dos dies després hi hagué un intent contrarevolucionari dirigit pel mateix Berenguer Esbert, en el qual a la plaça de Cort s'ofegaren set agermanats. Joanot Colom i el seu germà Francesc se salvaren per poc. Berenguer Esbert va fugir de l'illa i fou substituït per Pere Joan Albertí. La persecució contra els enemics de la Germania augmentà. El 5 de juny es donà ordre de segrest dels béns de les persones refugiades a Alcúdia. Colom concedí la franquesa a tots els esclaus per fer-los abandonar els seus amos.

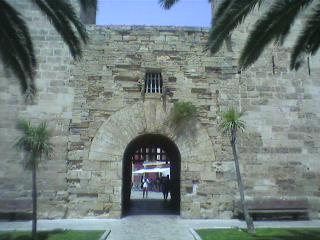
Les murades d'Alcúdia varen resistir el setge agermanat. Després la vila fou reconeguda per l'emperador com a «ciutat fidelíssima».

## L'ofensiva contra la Germania

### Preparació de la contraofensiva
Joan Gual, que havia assessorat Joan Crespí, anà a València per demanar la intervenció militar a l'illa. Gual demanà la reducció de la Germania als jurats i al governador. Molts dels aristòcrates fugitius de Mallorca s'havien refugiat a Barcelona, fent que la Generalitat trametés lletres al rei i als governadors de Castella denunciant la situació mallorquina. Es començaren a fer preparatius militars i el 7 d'abril el rei nomenà generals procuradors l'arquebisbe de Tarragona, Pere de Cardona, i Miguel de Gurrea, per tal de reprimir la Germania. Els aristòcrates refugiats a Eivissa, València i Barcelona aportaren recursos econòmics per organitzar l'ajut a Alcúdia. Destacà el donzell Miquel Sureda Sanglada, procurador dels censalistes mallorquins, el qual estigué en contacte amb el rei, l'arquebisbe Pere de Cardona, el papa Adrià VI i Francesc Obac, regent de la cancelleria de Mallorca.

### L'estol reial redueix la Germania
A l'octubre de 1522, l'emperador Carles V, envià un estol amb 800 homes per a ajudar a Gurrea, qui es desplaçà a Alcúdia per sotmetre, juntament amb els nobles que se li uniren, l'illa. L'armada reial estava formada per quatre galeres reials sota el comandament de Joan de Velasco, tretze naus i altres veles menors. Com a capità de la gent armada hi figurava Ramon Carròs de Vilaragut i de Castellví. A l'esquadra s'hi afegí un important contingent d'homes d'armes a Eivissa. El 13 d'octubre l'esquadra fondejà a la badia de la ciutat de Mallorca i a la galera capitana tingueren lloc les converses sense èxit entre Juan de Velasco i els representants tramesos pels jurats i el governador de Mallorca. L'armada desembarcà a Alcúdia i inicià la reducció de les viles. El 29 d'octubre es reduí Pollença mentre molta de gent es refugiava a l'església. Els reialistes calaren foc al temple causant la mort de més de 200 dones i nins. Poc després a la batalla de Son Fornari l'exèrcit agermanat, d'uns 3000 homes i amb 5 peces d'artilleria, fou desfet amb contundència, amb més de mil homes morts. A finals de novembre l'exèrcit agermanat tornà a ser derrotat en la batalla de Rafal Garcés, on moriren uns 500 homes, 40 foren penjats a la plaça d'Inca i 70 pels voltants de Binissalem. El 5 de desembre Gurrea concedí guiatge a tots els que es presentassin davant ell per prestar-li obediència. El mes de març el camp reial s'instal·là en el monestir de Jesús mentre la pesta delmava la població de la ciutat. Finalment la ciutat de Mallorca capitulà el 7 de març de 1523.

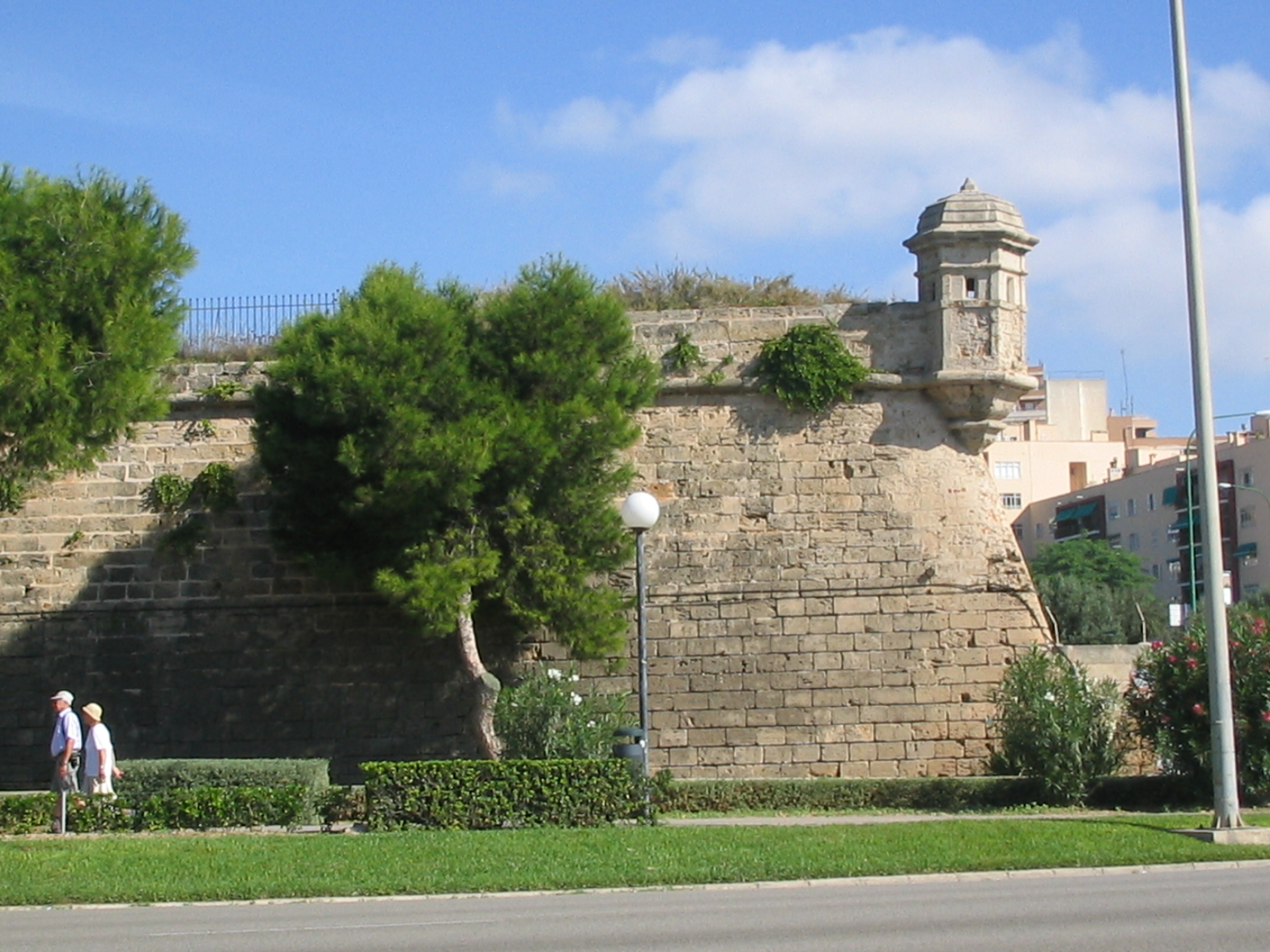
La Ciutat de Mallorca va ser el darrer reducte agermanat, després va venir la repressió del moviment popular

## La repressió de la Germania
La repressió de la Germania de Mallorca partí de l'experiència castellana (contra les Comunitats) i contra la Germania valenciana. Eulàlia Duran afirma que va ser més uniforme i sistemàtica. La repressió s'inicià el novembre de 1522 amb una sèrie de sentències de mort i confiscació de béns, així com d'execucions en un nombre molt elevat (més de 200).

### La repressió del moviment agermanat
Un cop rendida la ciutat es procedí a les composicions de les viles (llevat d'Alcúdia) i de la ciutat per mitjà dels oficis. El pagament de les composicions s'allargà fins a prop de mitjan segle xvi i amb uns imports, proporcionalment, molt superiors als del País Valencià. Moltes persones foren condemnades a galeres i el castell de Bellver s'omplí de presoners esperant sentència. Una comissió de 7 persones anà a demanar clemència al rei. Dos dels ambaixadors foren sentenciats a la mateixa cort i els altres cinc tornaren per ser executats a Mallorca. El mes de juny foren executades 35 persones, entre elles Cosme Bonet «rosegat lo primer i tenassat i fet quatre corters». El 3 de juny fou executat Joanot Colom. Va ser atenallat, degollat, esquarterat i els quarters col·locats sobre «certs pilars faedors, los quals se han de anomenar los pilars de Colom». El cap va ser posat en una gàbia de ferro i penjat a la Porta Pintada i no es despenjà fins al cap de 299 anys.

### Una repressió física i econòmica
El 17 de juliol de 1523 s'havien confiscat els béns de 162 persones, de les quals 57 eren de la ciutat. 40 d'aquestes havien estat executades. Les execucions i confiscacions seguiren el 1524 i 1525, bé que tendents a disminuir. Però l'escàs rendiment econòmic de les confiscacions (perquè els condemnats eren pobres o tenien els béns gravats per censals) dugué a una reorientació de la repressió basada a commutar penes corporals per pecuniàries. Vila per vila s'iniciaren processos de confiscació contra persones ja mortes o fugitives que havien tengut relació amb la Germania. L'exèrcit reial havia estat llicenciat, però el mig de 1524 encara romania a l'illa un grup de 100 homes de guerra «per a la reducció dels pobles». El nomenament de batles nous va provocar problemes importants, com en el cas de Felanitx on el mascarat Onofre Ferrandell va ser executat per homes de Felanitx, Llucmajor, Campos, Porreres i Santanyí. Manacor fou un dels focus més rebels. Allà fou mort Hug de Palou i el mateix Gurrea hi hagué d'anar el 4 de juliol de 1523. Una part dels perseguits es transformaren en bandejats.
|        | Condemnats a mort | Condemnats a galeres | Morts a la presó | Condemnats a l'exili |
| ------ | ----------------- | -------------------- | ---------------- | -------------------- |
| Ciutat | 86                | 27                   | 6                | 4                    |
| Viles  | 137               | 17                   | 4                |                      |

### Les composicions
A partir de novembre de 1523 el lloctinent Gurrea activà el procés per determinar l'import total a pagar per cada vila, que garantia solidàriament l'import de la suma de les composicions dels particulars, i que havia de pagar tothom, hagués participat o no a la Germania. La ciutat de Mallorca va ser composta a través dels oficis, i el procés va ser posterior al de les viles. Els pagaments de les sumes de la composició va ser lent i algun municipi, com Santa Maria del Camí, no va acabar de pagar fins al 1548. Sóller el 1555 encara devia 1414 lliures, 14 sous i 3 diners. L'import total de les composicions ascendí a 138.514 lliures. Sembla que gran part dels diners obtenguts es dedicaren a pagar les despeses de l'exèrcit reial i a retornar els préstecs per finançar l'estol militar. La repressió a Mallorca va ser molt més dura que al Regne de València i no diguem ja de Castella.

## La postguerra
Les repercussions demogràfiques de la Germania i la seva repressió foren importants: la població caigué durant tota la dècada dels vint, i sols es començà a recuperar a mitjan segle xvi. Entre 1517 i 1524, a partir de les dades de l'impost del morabatí, hi hagué una minva de 3.837 focs. Aquesta minva representaria la pèrdua d'un terç de la població mallorquina degut a la guerra, la pesta de 1523, les males anyades, la repressió i les emigracions. La pèrdua de població perdurà i el 1531 es constata una pèrdua de 4.828 focs (un 41,06%). Aquesta reducció de població va ser més important a les viles que no a la ciutat. Sencelles, Binissalem, Felanitx, Pollença, Alcúdia, Bunyola, Santanyí i Llucmajor, perderen més de la meitat dels habitants.
L'economia mallorquina restà molt maltreta. Per un cantó la producció agrària romangué estancada i amb un seguit de males anyades, per l'altra la manufactura no va passar per una bona època i va tenir dificultats per a l'exportació. La producció bladera va lligar un conjunt d'anys que no era suficient per atendre les necessitats de consum de l'illa i es va recórrer amb freqüència a la importació. La baixa producció olier no va compensar aquests dèficits cerealistes, duent a una balança comercial deficitària. Les universitats havien de pagar la composició i finançar la importació de blat, i els recursos fiscal eren absorbits per la consignació, amb la qual cosa no restava més remei que posar nous tributs, amb l'espiral clàssica de la fiscalitat illenca.
Els estaments populars, els més dinàmics econòmicament tant en la producció agrària com en la manufacturera, es varen veure anul·lats en l'esfera política, ara controlada sense traves pels vencedors de la guerra. Aquests sectors censalistes i terratinents no volien sentir parlar d'amortitzar el deute i el que els interessava era el pagament puntual de les pensions i interessos. Fins en els anys vuitanta del segle xvi no es va dur a terme la prescripció de la sentència arbitral de 1512 de què cadascú pagàs segons els béns que posseís.
El paper del Regne de Mallorca dins la corona dels Habsburg va ser poc significatiu, restant el Regne deixat a la seva sort i amb prou dificultats per aturar els atacs corsaris i berberiscs. Tornà a florir el banditisme en un fenomen típic de les situacions de derrota del moviment popular, perdurant molt actiu tot al llarg del segle xvi.